# Onychopygia brachyptera
Onychopygia brachyptera is een rechtvleugelig insect uit de familie sabelsprinkhanen (Tettigoniidae). De wetenschappelijke naam van deze soort is voor het eerst geldig gepubliceerd in 2014 door Cadena-Castañeda & Monzón-Sierra. De soort is alleen waargenomen in Guatemala.